# Carregueiros
 (août 2019).
Carregueiros est une ville portugaise et siège de la paroisse de Carregueiros dans la municipalité de Tomar. Elle est d'une superficie de 12,35 km² et recense 1067 habitants (2021), ayant donc une densité de population de 86,4 habitants/km².

## Démographie
| Année | Population | ±%     |
| ----- | ---------- | ------ |
| 1864  | 1098       | -      |
| 1878  | 1356       | +23,5% |
| 1890  | 1473       | +8,6%  |
| 1900  | 1688       | +14,6% |
| 1911  | 1955       | +15,8% |
| 1920  | 1935       | -1,0%  |
| 1930  | 1141       | -41,0% |
| 1940  | 1182       | +3,6%  |
| 1950  | 1066       | -9,8%  |
| 1960  | 1000       | -6,2%  |
| 1970  | 904        | -9,6%  |
| 1981  | 1092       | +20,8% |
| 1991  | 1171       | +7,2%  |
| 2001  | 1255       | +7,2%  |
| 2011  | 1179       | -6,1%  |
| 2021  | 1067       | -9,5%  |

| Répartition de la population par groupes d'âge | Répartition de la population par groupes d'âge | Répartition de la population par groupes d'âge | Répartition de la population par groupes d'âge | Répartition de la population par groupes d'âge |
| ---------------------------------------------- | ---------------------------------------------- | ---------------------------------------------- | ---------------------------------------------- | ---------------------------------------------- |
| Année                                          | 0-14 ans                                       | 15-24 ans                                      | 25-64 ans                                      | > 65 ans                                       |
| 2001                                           | 166                                            | 163                                            | 673                                            | 253                                            |
| 2011                                           | 156                                            | 123                                            | 625                                            | 275                                            |
| 2021                                           | 121                                            | 111                                            | 539                                            | 296                                            |

## Patrimoine
Liste du patrimoine architectural de la paroisse de Carregueiros existant dans SIPA : 
- Aqueduc du Couvent du Christ
- Église paroissiale de Carregueiros, ou église Saint-Michel